# Cocopa Indijanci
Cocopa (Cocopah, Cucapá; sami sebe zovu Chapei ñuogua ñuyiu; Xawiƚƚ kwñchawaay) pleme Yuman Indijanaca s ušća rijeke Colorado u Arizoni i susjednim krajevima Meksika. Od nekih 3,000 u domorodačko vrijeme, danas ih između 500 i 800 živi na rezervatima Cocopah i Colorado River u Arizoni i u susjednom Meksiku.
Bez sumnje Cocope je prvi 1540. susreo Hernando de Alarcón. Kasnije ih susreću Ońate 1604-5, i Kino 1701-2. pod imenom "Hogiopas" i Francisco Garcés 1776. godine, koji im je procjenio broj na 3,000.  Cocope su imali više sela, to su : 
1. A'u'ewawa 2 Kwinyakwa'a; 3, Yishiyul  (Naselje Halyikwamai Indijanaca 1848); 4. Heyauwah, 5, Amanyochilibuh; 6, Esinyamapawhai (Noche Buena kod Meksikanaca), 7. ’Grad’ zvan Hauwala.  8, Karukhap; 9 Awiahamoka; 10, Nümischapsakal;11, EweshespiL, 12, Tamanikwawa. 4 ili 5 milja SE od Cocopah Mts; 13,  awikukapa (Cocopa Mt.); 14, WeLsuL; 15, Awisinyai, najsjevernije Cocopa selo, oko 5 milja južno od Mexicalija. Lumholtz u prvoj dekadi 20. stoljeća navodi sljedeću situaciju u Cocopa naseljima: Noche Buena (20 obitelji), Mexicali (40- 50 obitelji), Pescador (15 obitelji), Pozo Vicente (više od 100 obitelji)."
Cocope su imali reputaciju miroljubivijih plemena, nego onu kod Yuma i Mohava, koji su neprekidno napadali na njihova sela. Kada ih je 1776. posjetio Garcés, bijahu u neprijateljstvu s Papagima i Cajuenche Indijancima i prijatelji s plemenom Cuñeil.
Cocope su se bavile uzgojem kukuruza, tikava, graha, dinja i drugih kultura, a sakupljali su i kopali razno korijenje i sjemenje. Prakticirali su poligamiju a mrtve su kremirali. Rani izvještaji spominju njihov ogranak Cuculato i grupu sela nazivanu Llagas. 
Sami sebe nazivaju Chaipei Ñuogua Ñuyiu (=the people who come and go) ili Juañak (=Indians), ili Xawiƚƚ kwñchawaay (= “Those Who Live on the Cloudy River”). 

## Vanjske poveznice
- Cocopa Indian Tribe History
- Foto galerija